# Macalester College

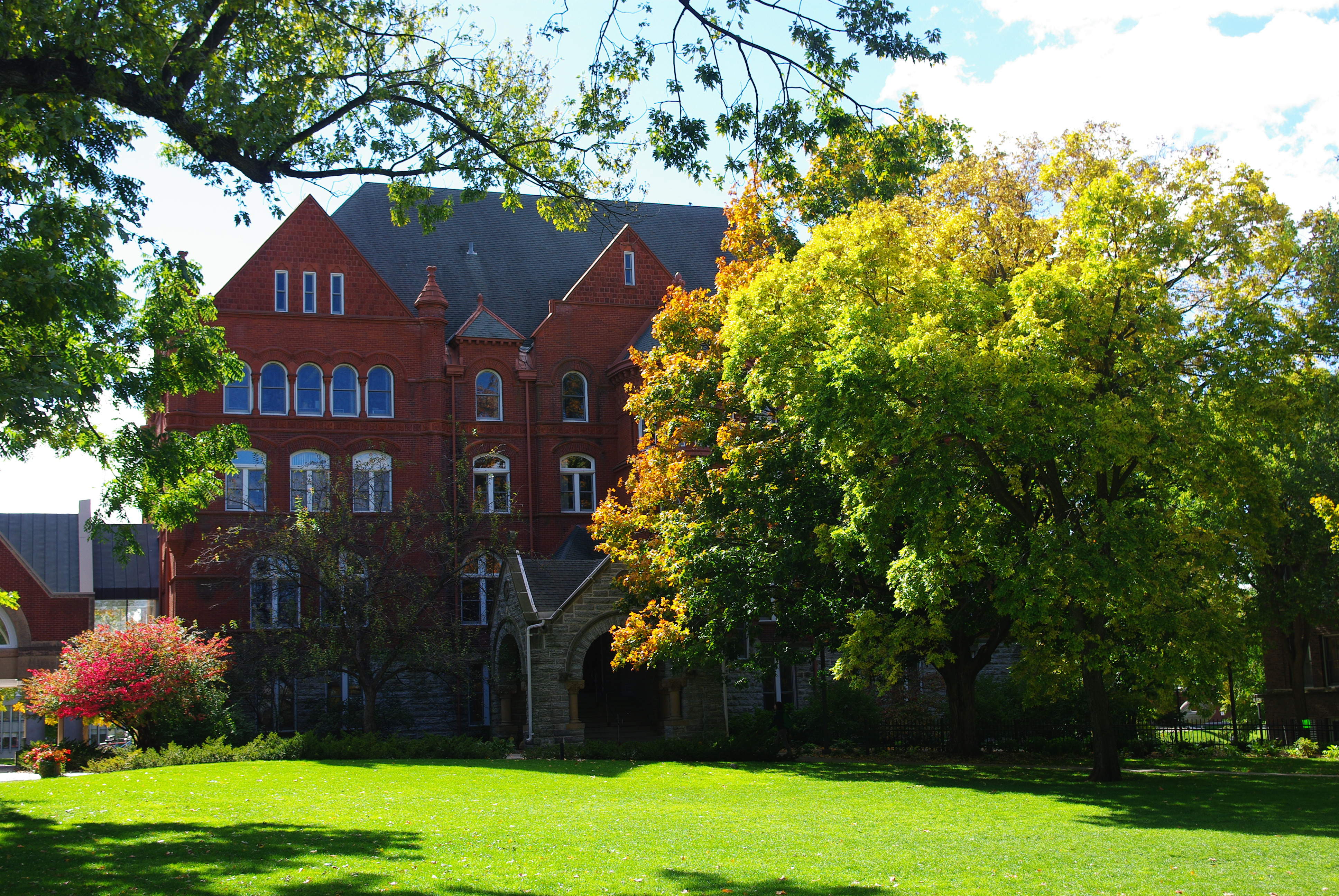
Ancien bâtiment principal

Le Macalester College est un collège  d'arts libéraux américain, situé à Saint Paul, au Minnesota, et fondé en 1874. Le collège a des racines écossaises ; il met l'accent sur le internationalisme et le multiculturalisme.
Le collège Macalester est internationalement reconnu, en particulier dans le domaine des études culturelles. Le corps enseignant comporte plus de 200 professeurs. Il y a autour de 1800 étudiants, dont environ 20% étudiants étrangers. 
Macalester propose plus de 800 cours et 39 filières.
Les étudiants peuvent également construire leurs propres filières interdisciplinaires Des cours sont disponibles dans les domaines suivants : sciences physiques, sciences humaines, mathématiques et informatique, arts, sciences sociales, langues étrangères, lettres classiques, plusieurs domaines interdisciplinaires et programmes pré-professionnels.
Le calendrier universitaire de Macalester est divisé en un semestre d'automne de 14 semaines (de septembre à décembre) et un semestre de printemps de 14 semaines (de janvier à mai). 

## Origine du nom
Macalester doit son nom à Charles Macalester II (1798–1873), homme d'affaires et mécène presbytérien qui a légué une grande partie de sa fortune à l'école.

## Anciens élèves
Parmi les anciens élèves éminents du Macalester College il y a Kofi Annan, Siah Armajani, Amy Briggs, Danai Gurira,  Walter Mondale, Tim O'Brien, Ari Emanuel, Olli Rehn, Alexander Wendt et Peter Berg. 

## Classement
Dans le College Rankings, le classement des collèges de la presse américaine, Macalester atteint souvent l'une des premières places et est considéré comme l'un des Hidden Ivies, c'est-à-dire des universités qui correspondent au prestige et aux exigences d'une des écoles de l'Ivy League. Plus précisément, 
- en 2020, U.S. News & World Report a classé Macalester à la 27e place dans la catégorie des collèges d'arts libéraux aux États-Unis, à la 24ème place ex aequo dans la catégorie des plus innovants, à la 43e place ex aequo pour le meilleur enseignement de premier cycle, et à la 30e place pour le meilleur rapport qualité-prix[4] ;
- en 2019, Forbes l'a classé 86e sur 650 collèges, universités et académies de service aux États-Unis, et 38e parmi les collèges d'arts libéraux[5] ;
- en 2020, le Washington Monthly a classé Macalester 47e parmi les 218 collèges d'arts libéraux aux États-Unis sur la base de sa contribution au bien public telle que mesurée par la mobilité sociale, la recherche et la promotion du service public[6].

## Divers
Le mont Macalester (en) en Antarctique porte le nom du collège.